# Première circonscription d'Adama
La première circonscription d'Adama est une des 177 circonscriptions législatives de l'État fédéré Oromia, elle se situe dans la Zone Est Shoa. Son représentant actuel est Assefa Abahumna Weldetsadiq.